# Ausserordentliche Session der eidgenössischen Räte zur COVID-19-Pandemie

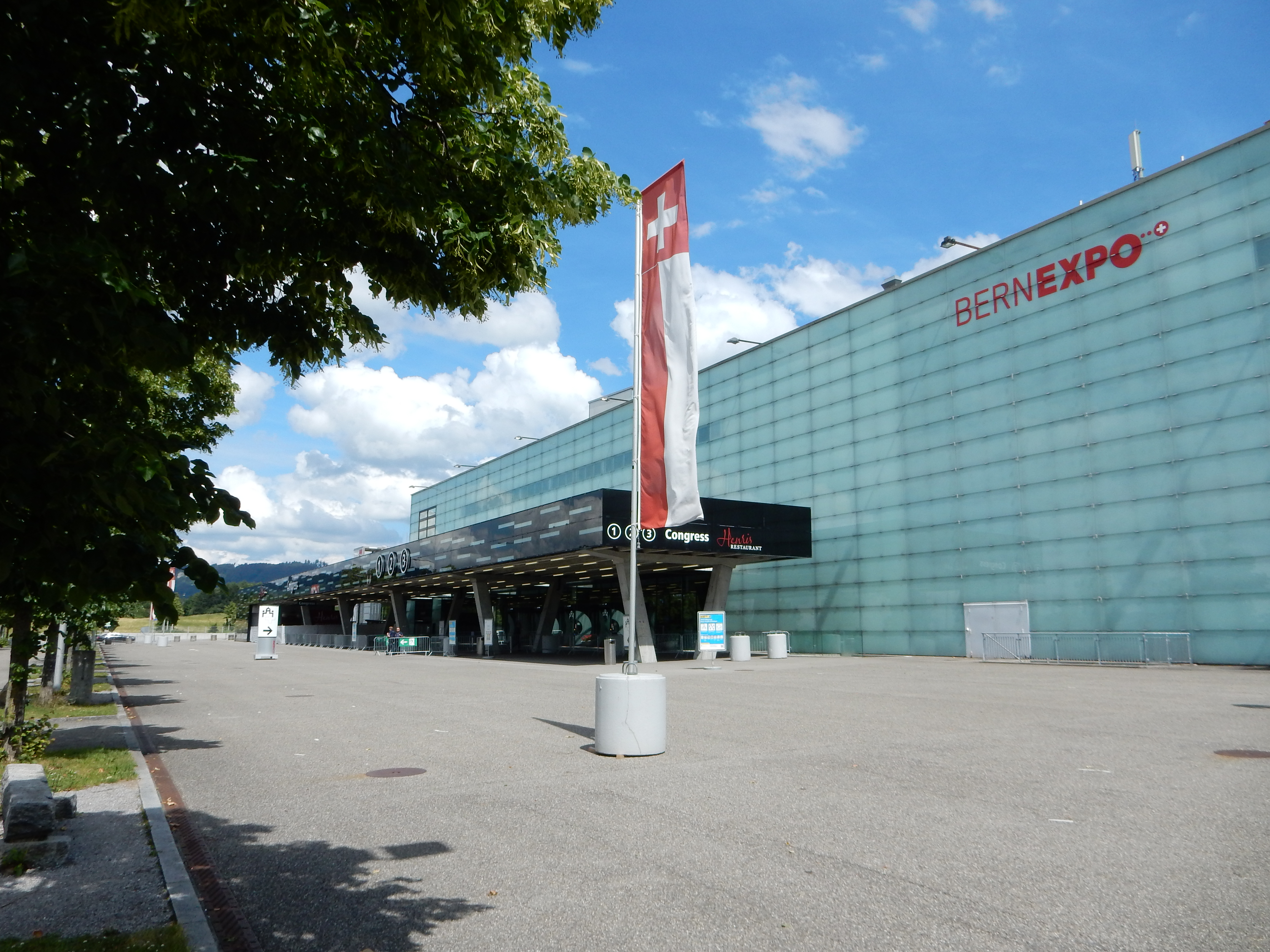
Die ausserordentliche Session und die Sommersession fanden im Messegelände der Bernexpo statt.

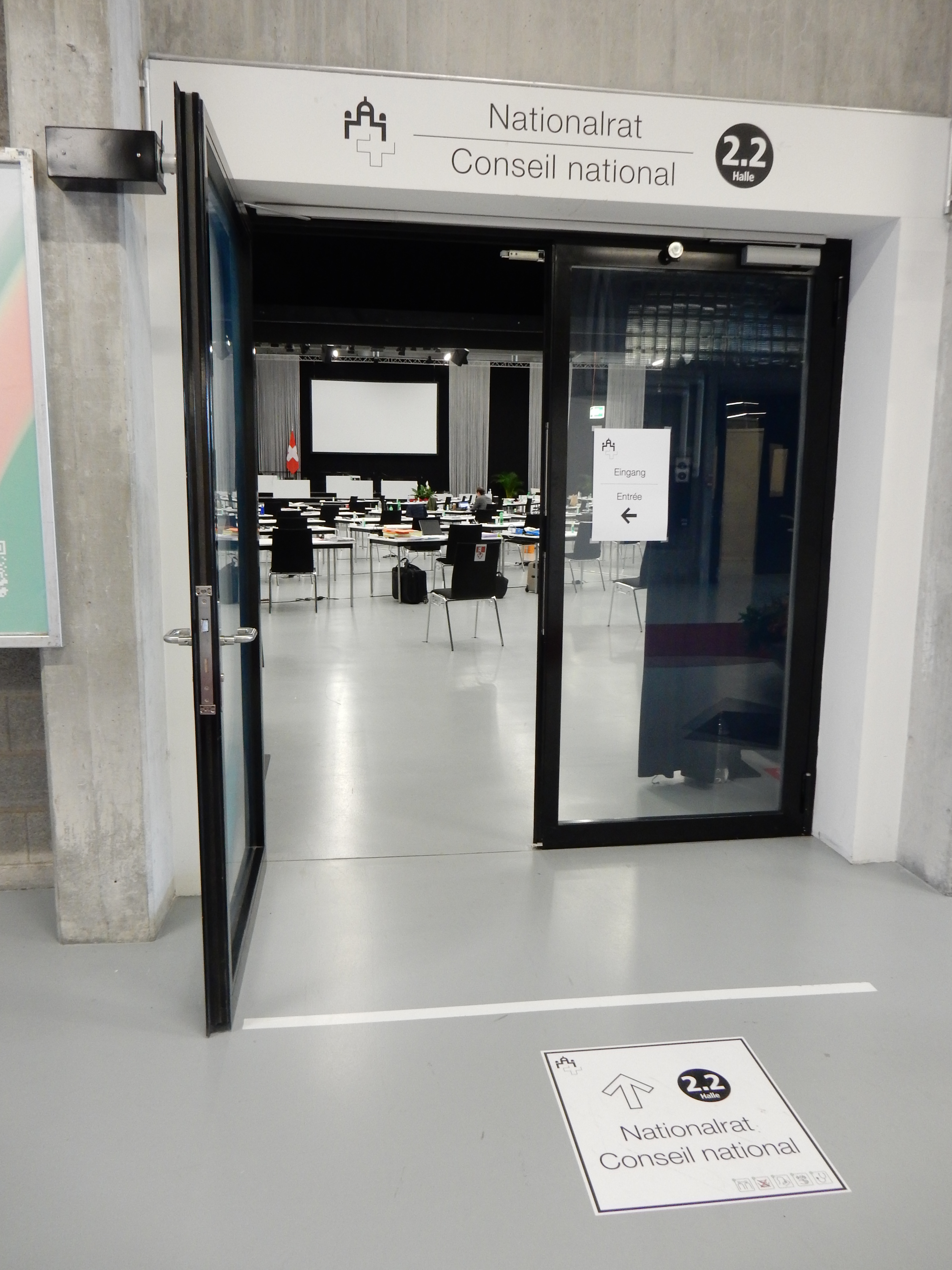
Der provisorische Nationalratssaal in der Bernexpo

Die ausserordentliche Session der eidgenössischen Räte zur COVID-19-Pandemie wurde vom 4. bis 6. Mai 2020 abgehalten. Dabei trafen sich die  eidgenössischen Räte zu einer dreitägigen Sitzung in Bern. Debattiert wurde über die Massnahmen zur COVID-19-Pandemie. In den Medien wurde auch der rechtlich nicht zutreffende Begriff der Corona-Sondersession verwendet.
Die Session war das erste Zusammentreffen der eidgenössischen Räte seit dem coronabedingten Abbruch der Frühlingssession am 15. März. In der Zwischenzeit regierte der Bundesrat ohne Parlament mit Notrecht.
Hauptthema während den drei Tagen war die nachträgliche Bewilligung des rund 57 Milliarden Franken schwere Corona-Kreditpakets des Bundesrats. Die Finanzdelegation des Parlaments hatte einen grossen Teil der Kredite bereits als Vorschuss genehmigt. Auch wurde ein beträchtlicher Teil davon vom Bund bereits ausgegeben oder zumindest hatte der Bund sich schon verpflichtet. Das Gesetz schreibt jedoch die nachträgliche Bewilligung durch das Parlament vor.

## Ort

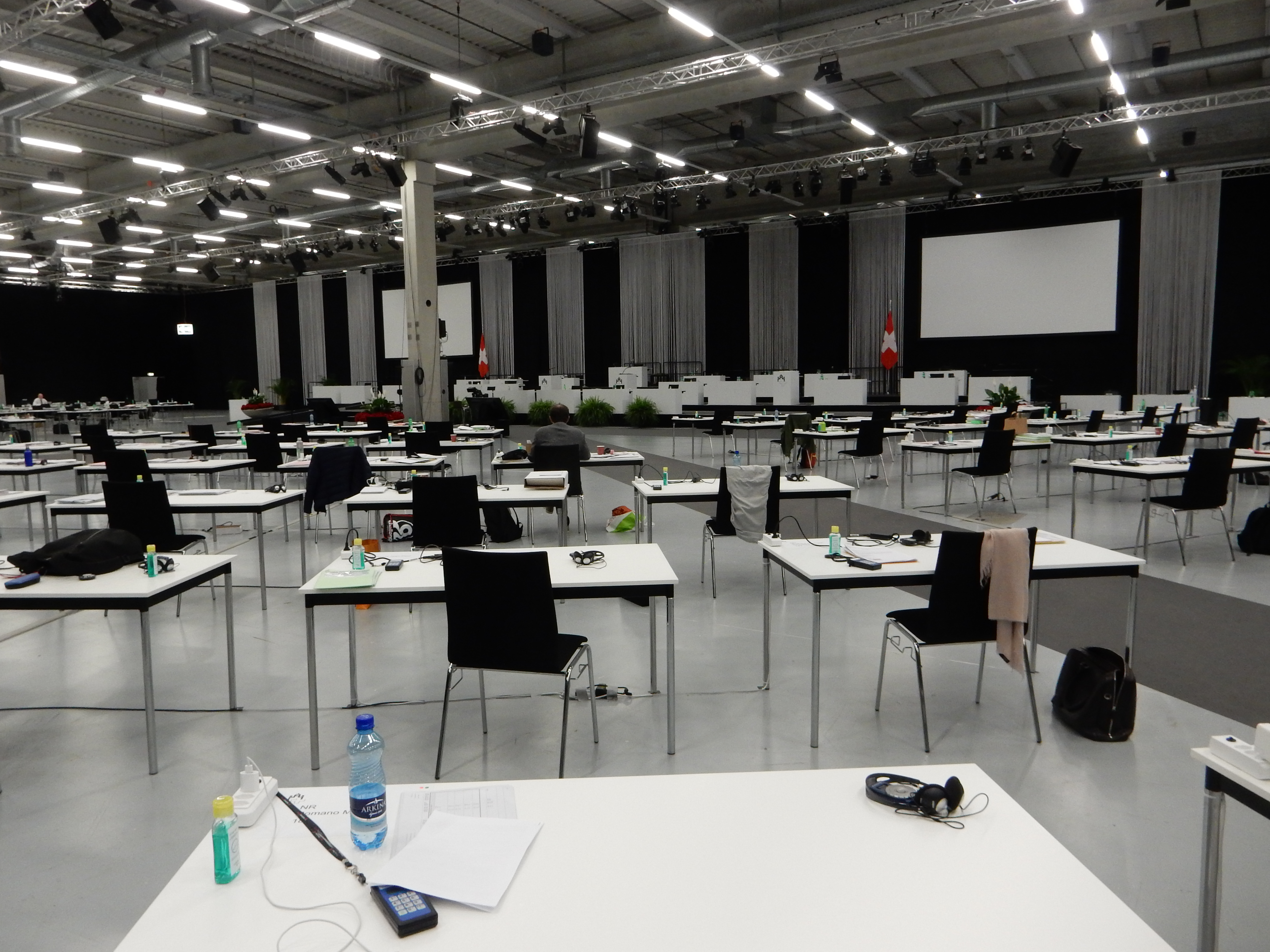
Der leere Nationalratssaal

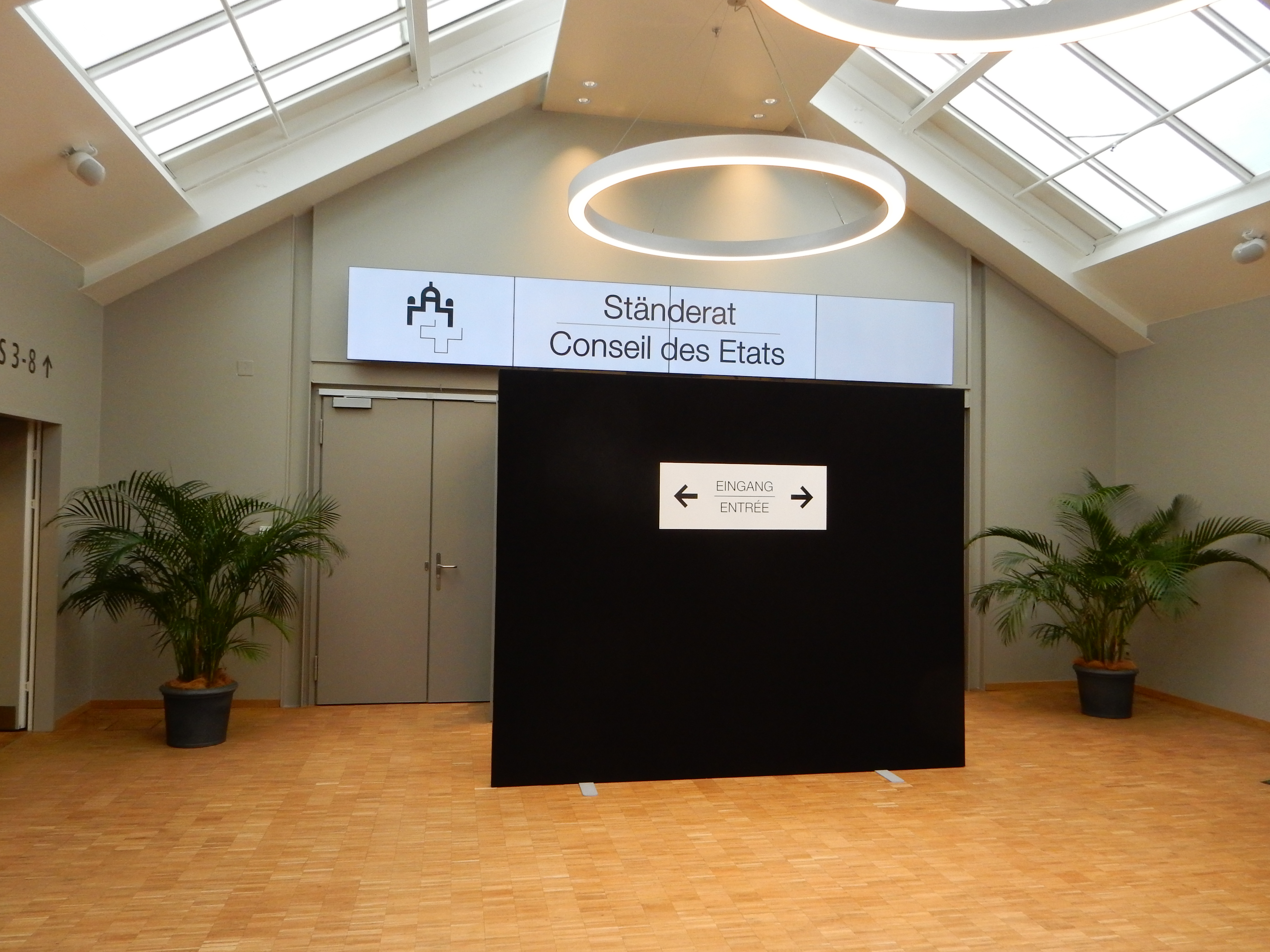
Eingang zum Ständeratssaal

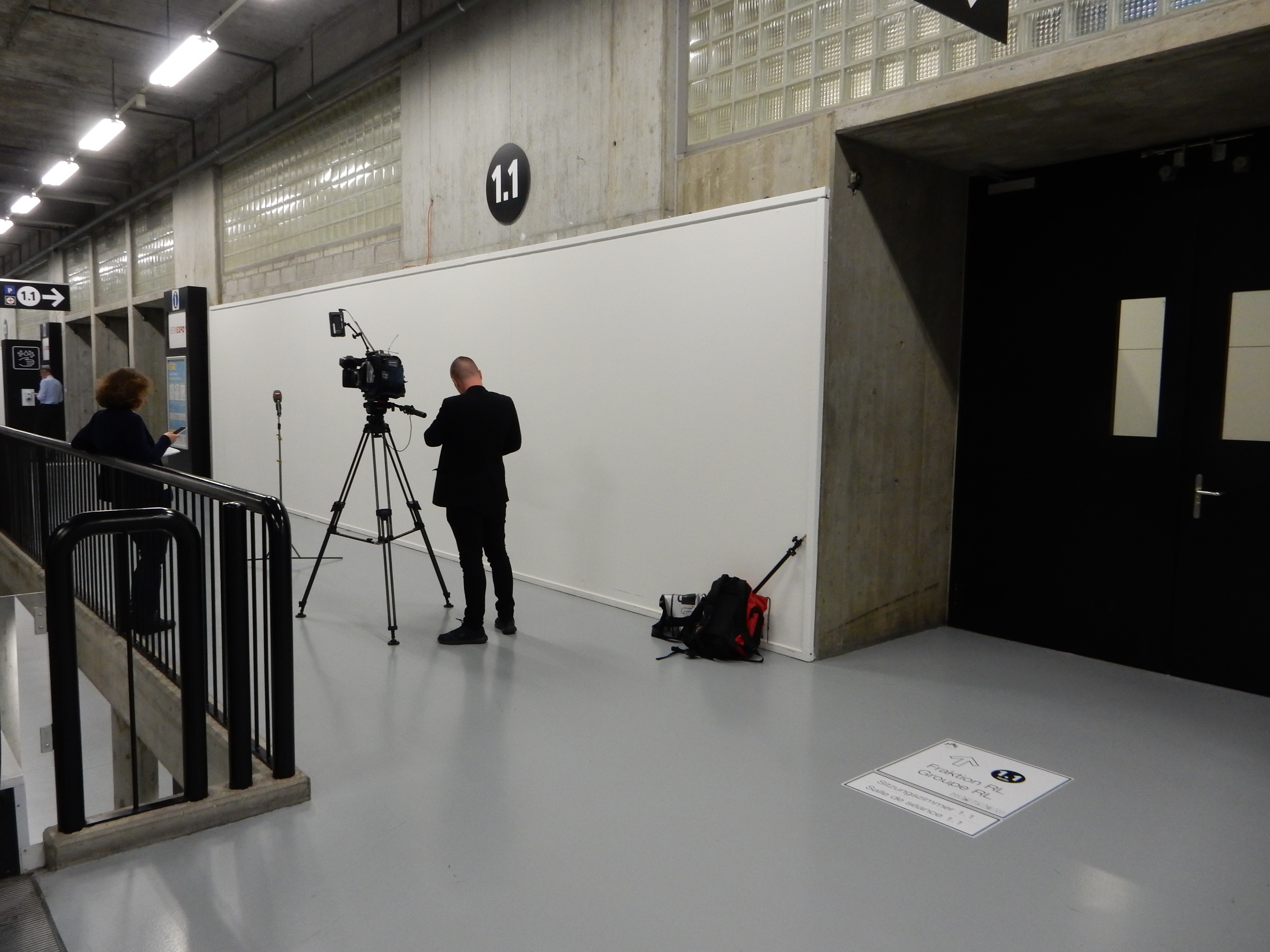
Medienschaffende

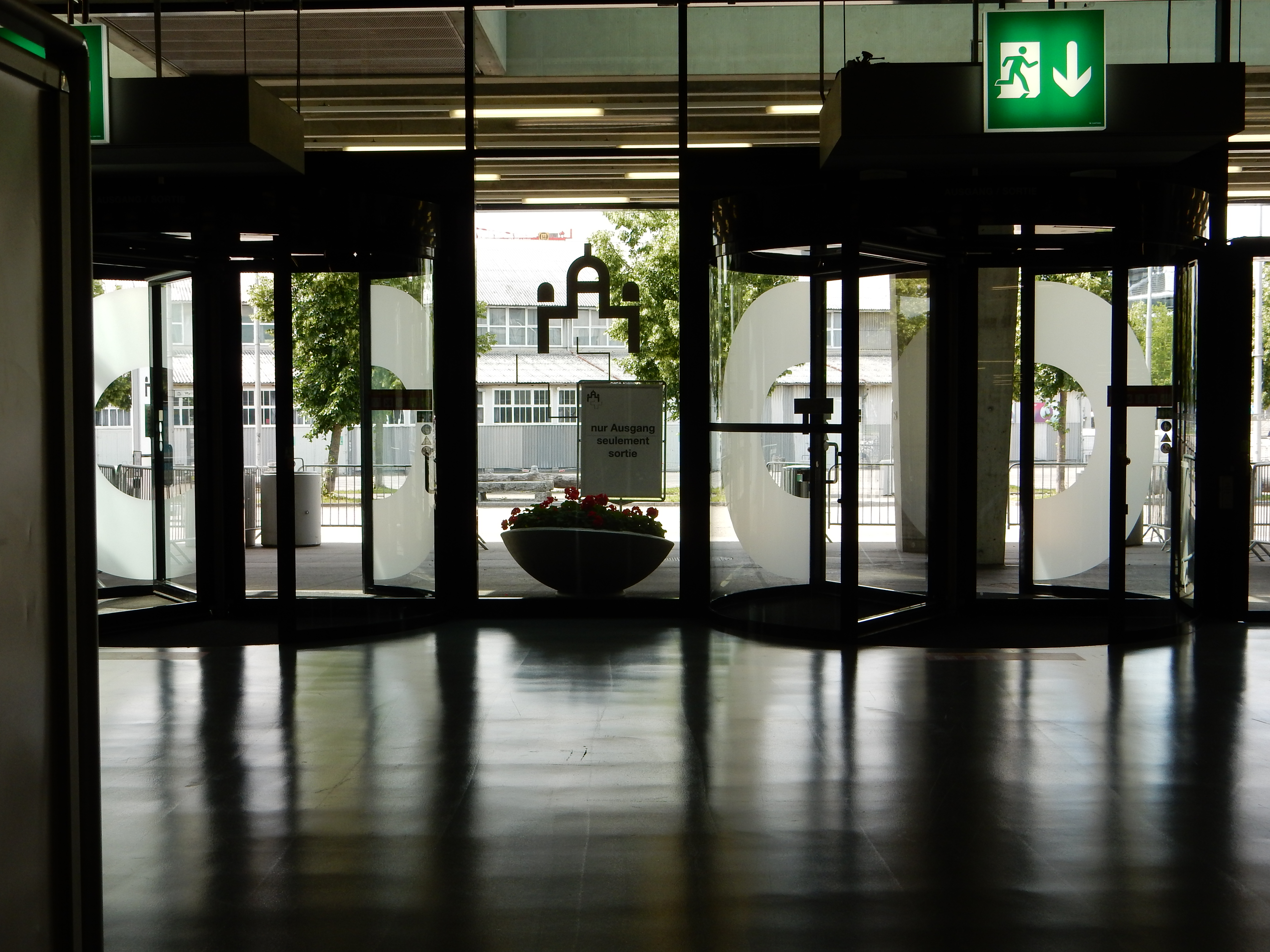
Ausgang

Um die Abstandsregeln von 2 Metern einhalten zu können, tagten der National- und Ständerat nicht wie üblich im Bundeshaus, sondern in zwei Messehallen der Bernexpo.

## Kredite
Die 57 Milliarden Franken wurden wie folgt verwendet:

### Bürgschaften (40 Milliarden Franken)
Mit den 40 Milliarden Franken unterstützt der Bund KMUs, indem er Darlehen bis zu 20 Millionen Franken verbürgt. An den vom Bundesrat festgelegten Bedingungen für die Überbrückungskredite haben die Räte nichts geändert. Den Unternehmen bleiben fünf Jahre Zeit um die Kredite zurückzuzahlen. Der Zinssatz bei Krediten bis 500'000 Franken bleibt nur im ersten Jahr bei 0 Prozent fixiert.

### Kurzarbeit (6 Milliarden Franken)
Um in der Coronakrise und dem Lockdown möglichst viele Stellen retten zu können, hat der Bundesrat den Anspruch auf Kurzarbeitsentschädigung ausgeweitet. Zum Zeitpunkt der ausserordentlichen Session waren bereits fast 2 Millionen Gesuche eingereicht worden. Die ordentlichen Beiträge in die Arbeitslosenversicherung wurden nicht für solche Extremereignisse festgelegt. Der Bundesrat hat  deshalb 6 Milliarden Franken für den Fonds der Arbeitslosenversicherung (ALV) aus der Bundeskasse beantragt und vom Parlament bewilligt erhalten. Zusätzlich darf sich die ALV mit bis zu 8 Milliarden Franken verschulden. Finanzminister Ueli Maurer ging in der ausserordentlichen Session davon aus, dass diese Beträge nicht ausreichen. Er ging für 2020 von weiteren Kosten der ALV von 15 bis 18 Milliarden Franken aus.  Unternehmen, die Kurzarbeit anmelden, dürfen weiterhin Dividenden ausschütten. Ein Dividendenverbot ist im Ständerat, im Gegensatz zum Nationalrat, deutlich gescheitert.

### Erwerbsersatz (5,3 Milliarden Franken)
Für den Erwerbsersatz für Selbstständigerwerbende hatte der Bundesrat insgesamt 5,3 Milliarden Franken beantragt. National- und Ständerat haben den Kredit bewilligt.

### Sanitätsmaterial und Medikamente (2,58 Milliarden Franken)
Für die Beschaffung in mehreren Tranchen von Masken, Operationsschürzen und anderem Schutzmaterial, Beatmungsgeräten, Defibrillatoren, Testkits, Medikamenten und Impfstoff hatte der Bundesrat insgesamt mehr als 2,58 Milliarden Franken beantragt. Die beiden Kammern haben den Kredit bewilligt. Der Ständerat verlangte, dass der Bund die Pflichtlager für Medikamente und Impfstoffe ausweitet und eine verstärkte Produktion im Inland ins Auge fasst. Die Motion wurde vom Nationalrat noch nicht behandelt.

### Luftfahrt (1,88 Milliarden Franken)
Um die für die Schweizer Wirtschaft wichtige Luftfahrtindustrie zu unterstützen beantragte der Bundesrat insgesamt 1,88 Milliarden Franken beantragt, davon 1,28 Milliarden Franken zur Sicherung von Darlehen an die beiden Airlines Swiss und Edelweiss und 600 Millionen Franken zur Unterstützung von flugnahen Betrieben. Der Kredit wurde von National- und Ständerat bewilligt. Der Bundesrat will die Auszahlung an Bedingungen knüpfen, insbesondere zur Verwendung der Gelder und zum Standort. Auf Druck von grün-links haben National- und Ständerat zusätzliche Umwelt- und Sozialauflagen beschlossen. Für die Unterstützung von flugnahen Betrieben ist eine Anpassung des Luftfahrtgesetzes nötig. Dieser dringlichen Änderung haben beide Räte zugestimmt. Die Revision trat per Sofort in Kraft. Das Parlament knüpfte die Hilfe an zusätzliche Bedingungen: Der Bundesrat wurde beauftragt, die Voraussetzungen für eine Bundesbeteiligung zu regeln. Bei Finanzhilfen an ausländisch dominierte Unternehmen muss sich der Bund durch Beteiligungsrechte oder andere Sicherheitsmassnahmen absichern.

### Kultur (280 Millionen Franken)
Die vom Bundesrat beantragten 280 Millionen Franken wurden von National- und Ständerat bewilligt. Der Kredit teilt sich wie folgt auf: 100 Millionen Franken als Soforthilfe für nicht gewinnorientierte Kulturunternehmen, 25 Millionen für Kulturschaffende, 145 Millionen Franken für Ausfallentschädigungen und 10 Millionen Franken für Musik- und Theatervereine im Laienbereich.

### Sport (100 Millionen Franken)
Das Bundesamt für Sport spricht Darlehen über 50 Millionen Franken zu Vorzugsbedingungen an Organisationen im Profisport. Zudem erhalten Vereine, die Sportveranstaltungen organisieren, nicht rückzahlbare Geldleistungen über weitere 50 Millionen Franken. Beide Kredite wurden von National- und Ständerat bewilligt.

### Kindertagesstätten (65 Millionen Franken)
Der Bundesrat wollte Kindertagesstätten nicht finanziell unterstützen. Der National- und Ständerat sahen jedoch Handlungsbedarf bei der familienergänzenden Kinderbetreuung. Der Bundesrat wurde beauftragt, diese zu unterstützen. Die durch das Coronavirus bedingten Ausfälle belaufen sich auf geschätzte 200 Millionen Franken. Für die teilweise Deckung bewilligte das Parlament einen Kredit von 65 Millionen Franken.

### Tourismus (40 Millionen Franken)
Der Ständerat wollte den Tourismus mit 67 Millionen Franken unterstützen. Der Nationalrat willigte nur in 40 Millionen Franken ein, um Kampagnen zu finanzieren. Er setzte sich damit durch, ebenso mit der Bedingung, dass mit dem Geld nur nachhaltige Tourismusangebote gefördert werden.

### Bevölkerungsschutz (23,4 Millionen Franken)
Zur Unterstützung der Kantone wurde in der Corona-Krise auch der Zivilschutz aufgeboten. Der Bundesrat hat den Kantonen ein maximales Kontingent von 840'000 Diensttagen zur Verfügung gestellt. Die Tagespauschale eines Zivilschützers beträgt 27,50 Franken. National- und Ständerat haben den Kredit für die entstandenen Kosten von 23,4 Millionen Franken bewilligt.

### Ausserordentliche Session (4,1 Millionen Franken)
Die Organisation der ausserordentlichen Session verursachte Kosten von zusätzlichen 3,7 Millionen Franken sowie von zusätzlichen Sitzungsgeldern von 400'000 Franken. National- und Ständerat haben die Kredite bewilligt.

### Beihilfen Viehwirtschaft (3 Millionen Franken)
Im Zuge der geschlossenen Restaurants und dem weit verbreiteten Homeoffice ging der Fleischkonsum zurück. Um einen Zusammenbruch der Preise zu verhindern, unterstützt der Bund die Einlagerung von Fleisch mit 3 Millionen Franken. Die Räte haben den Kredit bewilligt.

### Medien
Obwohl der Bedarf an qualitativ hochwertigen Informationen während der Pandemie sehr gross ist, leiden auch die Schweizer Medien unter der Coronavirus-Krise. Die Werbeeinnahmen gehen stark zurück, und die Sport-, Gemeinde- und Lokalnachrichten sind zum Erliegen gekommen. Beide Räte wollten in der Corona-Krise den Medien Überbrückungshilfe leisten. Zwei parlamentarische Motionen forderten unentgeltliche Agenturmeldungen, kostenlose oder vergünstigte Zeitungszustellung und Nothilfe von 30 Millionen Franken für private Radios und TV-Stationen. Der Bundesrat erhielt den Auftrag, die Sofortmassnahmen rasch umzusetzen.

## Weitere Themen
Das Parlament hatte in der ausserordentlichen Session nicht nur über Kreditentscheide debattiert, sondern auch über andere Themen der Corona-Krise gesprochen und Beschlüsse gefasst:

### Armee
Gemäss Artikel 70 des Bundesgesetz über die Armee und die Militärverwaltung muss die Bundesversammlung den Einsatz in der nächsten Session genehmigen, wenn mehr als 2000 Angehörige der Armee aufgeboten oder der Einsatz länger als drei Wochen dauern wird. National- und Ständerat haben den Armeeeinsatz bewilligt.

### Geschäftsmieten
National- und Ständerat konnten sich im Umgang mit Geschäftsmieten von geschlossenen Betrieben während der ausserordentlichen Session noch auf kein Vorgehen einigen, trotz der Dringlichkeit. Beide Räte forderten einen dringlichen Zwang zur Mietreduktion für Corona-geschädigte Betriebe. Der Nationalrat lehnte einen teilweisen Mieterlass für kleinere Betriebe ab, der Ständerat stand seinerseits der Pauschallösung des Nationalrats sehr kritisch gegenüber. Eine Lösung muss in der Juni-Session gefunden werden.

### Reisebüros
Für die Rückzahlung annullierter Reisen erhalten die Reisebüros und Reiseveranstalter Zeit bis Oktober. Das Parlament hat eine entsprechende Motion angenommen um eine drohende Konkurswelle in der Reisebranche zu verhindern. Airlines, welche vom Bund unterstützt werden, müssen bis spätestens Ende September den Reisebüros das Geld für nicht durchgeführte Flüge erstatten. Dabei geht es um rund 200 Millionen Franken.

### Contact-Tracing-App
Mit Contact Tracing soll das Coronavirus in der Schweiz in Schach gehalten werden und rechtzeitig vor einer befürchteten zweiten Welle warnen. Dafür soll auch eine COVID-19-App eingesetzt werden. In der Sondersession haben National- und Ständerat mit einer Motion verlangt, dass eine solche auf einer gesetzlichen Grundlage beruhen und freiwillig sein muss. Wer keine App benutzen will, soll dadurch keine Nachteile erfahren dürfen oder Dienstleistungen verweigert werden. Auch sollen nur technische Lösungen zugelassen werden, die keine personenbezogenen Daten zentral speichern. Die von den ETH entwickelte App DP-3T erfüllt diese Bedingungen. Bis am 20. Mai will der Bundesrat durch eine Ergänzung des Epidemiengesetzes eine gesetzliche Grundlage für die Tracing-App erarbeiten.

### Lockerungen
Die Ratsmitglieder wünschen sich eine etappenweise Rückkehr von der Krise ins normale Geschäfts- und Wirtschaftsleben. Die im April eingereichte Motion mit dem Titel «Smart Restart» hatte vorweggenommen, was der Bundesrat Ende April beschloss. Die epidemiologische Lage soll bei der etappenweisen Öffnung berücksichtigt werden. Auch sollen je nach Branche Schutzkonzepte gelten. Eine zweite Motion, die für Gastronomiebetriebe eine schrittweise Öffnung forderte, wurde ebenfalls angenommen. Der Ständerat befand über diese Motion noch nicht. Der Bundesrat beantragte, sie abzulehnen. Gemäss Gesundheitsminister Alain Berset widerspricht sie den Öffnungsentscheiden des Bundesrats.

### Öffentlicher Verkehr
Während dem Lockdown ging die Nachfrage im öffentlichen Verkehr um bis zu 90 Prozent zurück. Trotz reduziertem Corona-Fahrplan verkehrten 70 bis 80 Prozent der öffentlichen Verkehrsmittel. Das Parlament verlangte vom Bundesrat, dass der Bund zusammen mit Kantonen und Transportunternehmen eine Vorlage zur Abschwächung der Ertragsausfälle im öffentlichen Verkehr ausarbeitet. Verkehrsministerin Simonetta Sommaruga versprach, dass der Bundesrat die ungedeckten Kosten analysieren werde.

### Aussenpolitik
Der Nationalrat forderte in einer Motion vom Bundesrat einen Fahrplan für die schrittweise Öffnung der Landesgrenzen aufzuzeigen. Ausserdem verlangte der Rat vom Bundesrat die Aufstockung der humanitären Hilfe um 100 Millionen Franken. Über die beiden Motionen hat der Ständerat noch nicht entschieden. Der Bundesrat hatte bereits am 30. April über seinen Plan informiert zur Linderung der Pandemie in Entwicklungsländern zusätzlich 400 Millionen Franken zu sprechen. Der Kredit soll das Parlament in der Sommersession genehmigen. Auch für die Grenzöffnungen hatte der Bundesrat bereits einen Fahrplan präsentiert. Der Nationalrat fordert schliesslich mit einer Erklärung alle Konfliktparteien rund um den Globus auf, sich unverzüglich an einem weltweiten Waffenstillstand zu beteiligen.